# Judicus Verstegen
Judicus (Marinus Pieter Jan) Verstegen (Den Helder, 8 oktober 1933 - november 2015) was een Nederlandse schrijver, dichter en scheikundige.
Verstegen heeft zijn literaire werk naast zijn werkzaamheden als chemicus verricht. Na zijn studie scheikunde aan de Gemeentelijke Universiteit van Amsterdam promoveerde hij in 1960 tot doctor in de wis- en natuurkunde op een onderzoek aan het Reactor Centrum Nederland in Den Haag. Nadien verrichtte hij achtereenvolgens onderzoek aan het Noorse Institutt for Atomenergie te Kjeller en het Chaim Weizmann Institute of Science in Israël. Hij trad in 1965 als fysisch chemicus in dienst bij de NV Gloeilampenfabriek Philips.
Gedurende zijn studietijd trad Verstegen al op met zelfgeschreven cabaretnummers en werkte hij mee aan het studentenblad Propria Cures. In 1967 verscheen voor het eerst verhalend proza van zijn hand in het tijdschrift Maatstaf. Hij schreef ook voor andere bladen, zoals Tirade en De Tweede Ronde.
Hij bracht zijn boeken uit bij Querido, De Bezige Bij en Bruna.
In 1967 debuteerde hij met de roman Legt uw hart daarop, die relatief veel aandacht kreeg in de Nederlandse pers en goed ontvangen werd. De kritiek merkte de verwantschap op met Nooit meer slapen (1966) van W.F. Hermans dat hetzelfde thema van de jonge worstelende geleerde behandelt. Verstegen noemde de overeenkomst louter toeval en wees erop dat zijn roman op feiten berustte, terwijl Hermans' boek verzonnen was.
In 1969 werd zijn roman De koekoek in de klok na twee drukken uit de handel gehaald. De roman ging over de universitaire wereld van Amsterdam en uit angst voor een proces wegens smaad trok uitgeverij Querido het boek terug. Deze universitaire sleutelroman wordt gezien als een voorloper van en inspiratiebron voor de roman Onder professoren (1975) van W.F. Hermans.
Schrijver Joris van Casteren portretteerde Verstegen in Zeg mijn lezers dat ik doorschrijf (2006). Op dat moment was hij al een vergeten schrijver. Na Een kurk in de rit (1982) heeft hij niets meer gepubliceerd. Deze laatste roman werd bovendien slecht ontvangen. Recensent Theo Pasing: 'Verstegen had er beter aan gedaan dit manuscript in zijn bureaulade te houden. Hij heeft in het verleden duidelijk beter gepresteerd.'
Nadien bleek dat Verstegen rond zijn vijftigste werd opgenomen in de psychiatrische inrichting Willibrordus te Heiloo. Verstegen schreef in de kliniek verder: romans, toneelstukken, essays. Geen ervan werd uitgegeven. Hij overwoog zelfs in het Engels te gaan publiceren omdat het taalgebied en bereik daarvan groter zijn.